# Kelacija
Kelácija (starogrško χηλή, latinizirano: chelè, dob. 'klešče') je nastanek ali prisotnost dveh ali več koordinacijskih vezi med osrednjim kovinskim kationom ter polidentatnim ligandom, ki  se z dvema ali več atomi veže v anorganski kompleks, imenovan kelat oz. kelatni kompleks. Ligandi ležijo okoli kovinskega atoma kot rakove klešče (iz česar tudi izhaja ime tega pojava) tako, da s kovino oblikujejo obroč atomov. Navadno so ti ligandi organske spojine, ki se imenujejo kelatorji oz. helatorji. Stabilnost kelata je odvisna tako od kovine kot tudi od same organske spojine.
V nasprotju s kelati so koordinacijski oz. kovinski kompleksi sestavljeni iz kovinskega atoma in monodentatnega liganda, ki pa se veže samo z enim atomom.
Kelatorje se uporablja predvsem v prehrambeni industriji (prehranska dopolnila, gnojila), v medicini za zdravljenje zastrupitev s kovinami ter za mehčanje vode.

## Termodinamsko ozadje
Kelirajoči učinek opisuje povečano afiniteto kelatnih ligandov za kovinski ion v primerjavi z afiniteto podobnih nekelatnih (monodentatnih) ligandov za isti kovinski atom. Povečano afiniteto se lahko razloži s termodinamiko.
Predpostavimo, da v vodni raztopini obstajata dve ravnovesji med kovinskim atomom (npr. bakrom, Cu) in polidentatnim ligandom (npr. etilendiaminom, en) na eni strani ter kovino in monodentatnim ligandom (npr. metilaminom, MeNH2) na drugi strani. Reakciji lahko zapišemo kot:
{\displaystyle Cu^{2+}+en\longleftrightarrow \lbrack Cu(en)\rbrack ^{2+}\qquad (1)}
{\displaystyle Cu^{2+}+2MeNH_{2}\longleftrightarrow \lbrack Cu(MeNH_{2})_{2}\rbrack ^{2+}\qquad (2)}
Pri reakciji z bidentatnim etilendiaminom (1) nastane kelatni kompleks s 5-členskim obročem, pri reakciji z monodentatnim metilaminom (2) pa se na kovino vežeta dve molekuli, vsaka s približno enako vezavno energijo, tako da je entalpija nastanka kompleksa približno enaka za obe reakciji.
Pod pogojem, da sta koncentraciji kovine enaki za obe reakciji in da je koncentracija monodentatnega liganda dvakrat večja od koncentracije bidentatnega liganda, bo kljub podobnim entalpijam koncentracija kompleksa pri reakciji (1) večja kot pri reakciji (2). To izhaja iz ravnovesne konstantne K, ki je večja pri reakciji (1), ta pa je v premo sorazmerni zvezi z Gibbsovo prosto energijo, kar se z enačbo (v standardnih pogojih) zapiše kot:
{\displaystyle \triangle G^{\ominus }=-RTlnK=\triangle H^{\ominus }-T\triangle S^{\ominus },}

pri čemer je:
- {\displaystyle \triangle G^{\ominus }} - prosta entalpija
- {\displaystyle \triangle H^{\ominus }} - sprememba entalpije
- {\displaystyle \triangle S^{\ominus }} - sprememba entropije
- {\displaystyle R} - plinska konstanta
- {\displaystyle T} - temperatura.

Iz enačbe je torej razvidno, da je vzrok povečane konstante manjša entropija kompleksa, zaradi česar je sprememba proste entalpije bolj negativna (ΔG < 0), s tem pa reakcija toliko laže steče. Na entropijo vplivajo številni dejavniki, med ostalim število kelatnih obročev, s katerim se učinek keliranja sorazmerno krepi, zato je npr. vezava z etilendiaminotetraacetatom (EDTA), ki tvori 6 kelatnih obročev, mnogo močnejša.

## Kelatorji v naravi
V naravi ima mnogo biokemijskih spojin sposobnost vezave določenih kovinskih atomov, med ostalim beljakovine in polipeptidi, kot tudi fitokelatini, polisaharidi, polinukleinske kisline, aminokislini glicin in histidin ter soli organskih kislin, kot je malat.
Kovinski ioni so pomembni kot kofaktorji oz. kot komponenta prostetičnih skupin, npr. v porfirinskem obroču pri hemoglobinu in klorofilu, ter praktično pri vseh metaloencimih. Mnogo mikrobov proizvaja vodotopne pigmente, ki delujejo kot kelatorji in se imenujejo siderofori; primera teh sta piocianin in pioverdin pri rodu bakterij Pseudomonas, ki vežeta železove ione. Enterobaktin, ki ga proizvajajo gramnegativne bakterije, kot je E. coli, je trenutno najmočnejši znani kelator.
Kemično preperevanje je prav tako povezano s kelatorji, kot so peptidi in sladkorji, ki ekstrahirajo kovinske ione iz mineralov in kamnov. Večina kompleksov s kovinami je v naravi vezana v neko vrsto kelatnega obroča, npr. s humusnimi kislinami ali z beljakovino. Večina kelatorjev je tako pomembna za mobilizacijo kovin v prsti ter za privzem in kopičenje kovin v rastlinah in mikrobih. Selektivna kelacija je pomembna za bioremediacijo, npr. za odstranjevanje cezijevega izotopa 137Cs iz radioaktivnih odpadkov.

## Uporaba
Kelatorji imajo široko uporabo, predvsem kot prehranska dopolnila, gnojila, mehčalci vode (šamponi in mehčalci za pranje perila), v medicini za zdravljenje zastrupitev s kovinami ter v ostalih industrijskih postopkih (npr. sinteza mentola).
Koncept kelacije v prehrani je bil sprva razvit samo za prehrano živali, trenutno pa so v razvoju tudi kelatorji za prehrano ljudi. Z dodatkom kelatorjev se v želodcu tvorijo netopne soli nezaželenih kovin oz. njihovega presežka, ki se ne morejo absorbirati v črevesju in se zato izločijo iz telesa; primer tovrstnega sintetičnega kelatorja je železov bis-glicinat.
Pri rastlinah se lahko pojavijo različna pomanjkanja mineralov, kot je železova kloroza, ki zmanjšajo prehransko vrednost poljščine in tudi uničijo pridelek. Za blaženje in preventivo pomanjkanj se zato v gnojila dodaja aminokislinske kelatorje.
Za zdravljenje zastrupitev s kovinami mora imeti idealni kelator naslednje lastnosti: v vodi mora biti dobro topen, biti mora odporen na presnovno razgradnjo, tvoriti  mora kelate, ki se lahko izločajo iz telesa in so nestrupeni, dobro mora prodirati v želeno mesto, afiniteta za kalcij mora biti majhna, za tarčne kovine pa mora biti večja od afinitete endogenih ligandov. Najbolj znani kelatorji, ki po priporočilih Svetovne zdravstvene organizacije (WHO) spadajo med osnovna zdravila, so EDTA in dimerkaprol (BAL) za svinec (Pb), penicilamin za baker ter deferoksamin za železo (Fe). Pri zdravljenju je potrebno biti previdni, saj lahko povzročijo neželene učinke, ki lahko privedejo celo do smrti; primer tega je dinatrijev EDTA, ki povzroči smrtonosno hipokalciemijo.
Kelatni kompleksi imajo tudi druge uporabe v medicini, kot npr. kompleksi z gadolinijem (Gd), ki se uporabljajo kot kontrastna sredstva za magnetnoresonančno slikanje (MRI).